# 兒童與社會
《兒童與社會》（Children & Society）是一份1987年起出版的英國社會學學術期刊，由英國國家兒童局發行、Wiley-Blackwell出版，現任主編是利亚姆·贝里曼（Liam Berriman）、迪维娅·巴纳 (Deevia Bhana)、萨拉·克拉夫特 (Sarah Crafter)、马丁·罗伯 (Martin Robb)和徐玉炜（Yuwei Xu)。該期刊收錄與兒童、少年有關的理論和實務性論文，包括童年理論、兒童在家庭、學校、社區的日常生活、兒童文化、兒童權利及參與、兒童健康與生存、兒少保護、早期發展與介入等。
根據《期刊引證報告》數據顯示，《兒童與社會》期刊在2020年的影響因子是1.952，在44份社會工作期刊中排名第18。

## 外部連結
- 《兒童與社會》在出版社官網的介紹 （页面存档备份，存于） （英文）